# Jocelyn Brando
Jocelyn Brando (18 novembre 1919, San Francisco - 27 novembre 2005, Los Angeles) est une actrice américaine.

## Biographie
Jocelyn Brando est la sœur aînée de Marlon Brando. Leur enfance, ainsi que celle de leur sœur Frances, est rendue difficile par l'alcoolisme de leurs deux parents, en particulier de leur mère. Malgré son inscription sur la liste noire à l'époque du maccarthysme, pour avoir signé une pétition en faveur de la paix, elle mena une carrière longue de 50 ans au théâtre, au cinéma et à la télévision.
Elle fait ses débuts à Broadway en 1942, dans The First Crocus. Après plusieurs rôles au théâtre elle apparaît pour la première fois au cinéma en 1953 dans China Venture, de Don Siegel. C'est son deuxième rôle au cinéma, la même année, qui la fera sans doute le plus connaître : dans Règlement de comptes, de Fritz Lang, où elle joue l'épouse de Glenn Ford.
À partir de la fin des années 1960, elle fait de nombreuses apparitions dans des feuilletons télévisés : elle incarne le personnage de Mme Reeves dans Dallas. Elle apparaît également dans Richard Diamond, Alfred Hitchcock présente, La Grande Caravane, Le Virginien, Kojak et La Petite Maison dans la prairie.
Elle a eu deux fils : Gahan Hanmer, avec l'acteur Don Hanmer et Martin Asinof, avec le scénariste Eliot Asinof (en).

## Filmographie sélective
- 1953 : China Venture de Don Siegel : Lt. Ellen Wilkins
- 1953 : Règlement de comptes (The Big Heat) de Fritz Lang : Katie Bannion
- 1955 : Dix hommes à abattre (Ten Wanted Men) de H. Bruce Humberstone : Corinne Michaels
- 1957 : Poursuites dans la nuit (Nightfall) de Jacques Tourneur : Laura Fraser
- 1958 : Step Down to Terror de Harry Keller : Lily Kirby
- 1960 : Thriller (série TV)
- 1961 : The Explosive Generation (en) de Buzz Kulik : Mrs. Ryker
- 1963 : Le Vilain Américain (The Ugly American) de George Englund : Emma Atkins
- 1965 : Fièvre sur la ville (Bus Riley's Back in Town) de Harvey Hart : Mrs. Riley
- 1966 : La Poursuite impitoyable (The Chase) d'Arthur Penn : Mrs. Briggs
- 1969 : Le Virginien (TV) saison 7 épisode 16 (Last grave at socorro creek) : Mrs Owens
- 1975 : La Petite Maison dans la prairie (The House on the Prairie) saison 1, épisode 21 : la femme
- 1978 : Folie Folie (Movie Movie) de Stanley Donen : Mama Popchik/Mrs. Updike
- 1979 : Good Luck, Miss Wyckoff de Marvin J. Chomsky : Mrs. Hemmings
- 1980 : Why Would I Lie? de Larry Peerce : Mrs. Crumpe
- 1981 : Maman très chère (Mommie Dearest) de Frank Perry : Barbara Bennett